# Rivermaya
Rivermaya – filipiński zespół pop-rockowy założony w 1994 roku.
W 1994 r. wydali swój debiutancki album pt. Rivermaya. Wydawnictwo to uzyskało status potrójnej platyny, a ich drugi album z 1996 r. (Trip) pokrył się poczwórną platyną. W 2000 r. ich album Free został najlepszym albumem roku (NU Rock Awards).

## Dyskografia
- Rivermaya (1994)
- Trip (1996)
- Atomic Bomb (1997)
- It's Not Easy Being Green (1999)
- Free (2000)
- Tuloy ang Ligaya (2001)
- Between the Stars and Waves (2003)
- You'll Be Safe Here (2005)
- Isang Ugat, Isang Dugo (2006)
- Buhay (2008)
- Closest Thing to Heaven (2009)
- Panatang Makabanda (2013)
- Sa Kabila ng Lahat (2017)